# Ilisha
Ilisha es un género de peces clupeiformes de la familia Pristigasteridae, descrito en 1846 por John Richardson.

## Especies
Especies reconocidas del género:
- Ilisha africana (Bloch, 1795)
- Ilisha amazonica (A. Miranda-Ribeiro, 1920)
- Ilisha compressa J. E. Randall, 1994
- Ilisha elongata (Anonymous (referred to E. T. Bennett), 1830)
- Ilisha filigera (Valenciennes, 1847)
- Ilisha fuerthii (Steindachner, 1875)
- Ilisha kampeni (M. C. W. Weber & de Beaufort, 1913)
- Ilisha lunula Kailola, 1986
- Ilisha macrogaster Bleeker, 1866
- Ilisha megaloptera (Swainson, 1839)
- Ilisha melastoma (Bloch & J. G. Schneider, 1801)
- Ilisha novacula (Valenciennes, 1847)
- Ilisha obfuscata Wongratana, 1983
- Ilisha pristigastroides (Bleeker, 1852)
- Ilisha sirishai Seshagiri Rao, 1975
- Ilisha striatula Wongratana, 1983